# 역총의
역총의(逆總意, reverse consensus)란 총의(consensus)와 반대되는 의사결정 제도이다. 총의가 결정을 내리는 데 만장일치가 필요한 제도라면, 역총의는 만장일치로 반대하지 않는 한 찬성으로 결정되는 제도이다.

## WTO 분쟁해결기구
1994년 미국에 의해 우루과이 라운드에서 국제 무역의 분쟁해결절차에서의 의사결정수단으로 도입되었다. 이전의 GATT 체제에서는, 국제무역의 분쟁해결을 위해 패널 보고서가 작성되어도, 분쟁의 양 당사국의 동의를 포함한 총의에 의해서 그 패널보고서를 채택하였기 때문에, 그 채택이 상당히 지연되거나 거부되는 경우가 많았다. 이를 시정하기 위해서, WTO에서는 총의로 패널 보고서를 거부하지 않는 한 채택이 되도록 하였다. 즉, 역총의제를 도입하였다.
즉, WTO는 패널 설치, 패널 보고서 채택, 항소기구 보고서 채택을 역총의에 의한다. 이것은 WTO가 성취한 가장 급진적인 개혁이다. 즉, DSB가 패널 보고서를 채택하지 않는 것이 사실상 불가능하게 함으로써, 분쟁해결의 최종결정권이 DSB에서 패널로 사실상 이전되게 하였다.이는 WTO 분쟁해결절차의 사법성을 고양시켜주고 있다.

## 같이 보기
- 총의
- WTO 패널